# Mein Leopold
Mein Leopold er en tysk stumfilm fra 1914 af Heinrich Bolten-Baeckers.

## Medvirkende
- Felix Basch.
- Lotte Erol.
- Richard Georg.
- Erich Kämmerer.
- Paula Levermann.